# Karl Heinrich (Geistlicher)
Karl Heinrich (* 24. April 1896 in Rößel; † Mai oder Juni 1945 in Smolensk) war ein deutscher römisch-katholischer Geistlicher und Märtyrer.

## Leben
Karl Heinrich, Sohn eines Bauunternehmers, machte 1917 Abitur in Rößel und studierte Altphilologie in Königsberg und Berlin. Er bekam mit Carl Sonnenschein in Berührung und beschloss, Priester zu werden. Er  studierte Theologie am Lyceum Hosianum in Braunsberg und wurde am 20. Juli 1924 in Frauenburg zum Priester geweiht. Nach kurzem Wirken in Lechowo/Lichtenau (heute Ortschaft in Pieniężno) und Tilsit kam er 1928 nach Königsberg, 1934 als Kurat nach Wartenburg und 1941 als Pfarrer nach Passenheim. Im Februar 1945 wurde er dort zusammen mit Pater Johannes Frank von Rotarmisten verschleppt. Er kam über das Lager Stalino in das Lager Smolensk und starb dort im Mai oder Juni. Er war 49 Jahre alt.

## Gedenken
Die Römisch-katholische Kirche in Deutschland hat Karl Heinrich als Märtyrer aus der Zeit des Nationalsozialismus in das deutsche Martyrologium des 20. Jahrhunderts aufgenommen.